# Золотий м'яч 1961
«Золотий м'яч 1961»

12 грудня 1961
Найкращий футболіст Європи: 
 Омар Сіворі
 (вперше)

← 1960 * Золотий м'яч * 1962 →
Золотий м'яч 1961 року — 6-те щорічне вручення нагороди найкращому футболісту Європи від журналу «Франс Футбол».

## Процедура голосування
Участь у голосуванні за визначення найкращого футболіста в Європі взяли представники 19 футбольних асоціацій УЄФА, зокрема: Австрії, Англії, Бельгії, Болгарії, Греції, Іспанії, Італії, Нідерландів, Польщі, Португалії, СРСР, Туреччини, Угорщини, Франції, ФРН, Чехословаччини, Швейцарії, Швеції та Югославії.
Кожен із членів журі обирав п'ятьох футболістів, які, на його думку, є найкращими гравцями Європи. За перше місце нараховували 5 очок, за друге — чотири, за третє — три, за четверте — два, за п'яте — одне очко. Максимально переможець міг отримати 95 очок.
Результати голосування були опубліковані 12 грудня 1961 року в журналі France Football (№ 822).

## Підсумки голосування
Володарем нагороди став 26-річний італійський (раніше — аргентинський) нападник «Ювентуса» Омар Сіворі.
| Місце | Гравець             | Клуб                          | Країна            | Очки | %      | Місця | Місця | Місця | Місця | Місця | К-ть голосів |
| Місце | Гравець             | Клуб                          | Країна            | Очки | %      | 1-ше  | 2-ге  | 3-тє  | 4-те  | 5-те  | К-ть голосів |
| ----- | ------------------- | ----------------------------- | ----------------- | ---- | ------ | ----- | ----- | ----- | ----- | ----- | ------------ |
| 1     | Омар Сіворі         | Ювентус                       | Італія            | 46   | 48,4 % | 5     | 3     | 2     | 1     | 1     | 12           |
| 2     | Луїс Суарес         | Барселона Інтернаціонале      | Іспанія           | 40   | 42,1 % | 4     | 3     | 2     | 1     |       | 10           |
| 3     | Джонні Гейнс        | Фулгем                        | Англія            | 22   | 23,2 % | 2     | 2     | 1     |       | 1     | 6            |
|       |                     |                               |                   |      |        |       |       |       |       |       |              |
| 4     | Лев Яшин            | Динамо (Москва)               | СРСР              | 21   | 22,1 % | 3     |       | 2     |       |       | 5            |
| 5     | Ференц Пушкаш       | Реал Мадрид                   | Угорщина          | 16   | 16,8 % | 1     | 1     | 1     | 2     |       | 5            |
| 6     | Альфредо Ді Стефано | Реал Мадрид                   | Іспанія           | 13   | 13,7 % |       | 1     | 1     | 2     | 2     | 6            |
| 6     | Уве Зеелер          | Гамбург                       | Німеччина         | 13   | 13,7 % |       | 1     | 1     | 2     | 2     | 6            |
| 8     | Джон Чарлз          | Ювентус                       | Уельс             | 10   | 10,5 % | 1     | 1     |       |       | 1     | 3            |
| 9     | Франсіско Хенто     | Реал Мадрид                   | Іспанія           | 7    | 7,4 %  |       | 1     | 1     |       |       | 2            |
| 10    | Жозе Агуаш          | Бенфіка                       | Португалія        | 5    | 5,3 %  | 1     |       |       |       |       | 1            |
| 10    | Дьюла Грошич        | Татабанья                     | Угорщина          | 5    | 5,3 %  | 1     |       |       |       |       | 1            |
| 10    | Герхард Ганаппі     | Рапід (Відень)                | Австрія           | 5    | 5,3 %  | 1     |       |       |       |       | 1            |
| 10    | Боббі Чарлтон       | Манчестер Юнайтед             | Англія            | 5    | 5,3 %  |       | 1     |       |       | 1     | 2            |
| 10    | Йозеф Масопуст      | Дукла                         | Чехословаччина    | 5    | 5,3 %  |       |       | 1     | 1     |       | 2            |
| 10    | Хосе Сантамарія     | Реал Мадрид                   | Іспанія           | 5    | 5,3 %  |       |       | 1     | 1     |       | 2            |
| 10    | Драгослав Шекуларац | Црвена Звезда                 | Югославія         | 5    | 5,3 %  |       |       | 1     | 1     |       | 2            |
| 17    | Денні Бланчфлауер   | Тоттенгем Готспур             | Північна Ірландія | 4    | 4,2 %  |       | 1     |       |       |       | 1            |
| 17    | Курт Хамрін         | Фіорентіна                    | Швеція            | 4    | 4,2 %  |       | 1     |       |       |       | 1            |
| 17    | Михайло Месхі       | Динамо (Тбілісі)              | СРСР              | 4    | 4,2 %  |       | 1     |       |       |       | 1            |
| 17    | Віктор Понєдєльнік  | СКА (Ростов-на-Дону)          | СРСР              | 4    | 4,2 %  |       | 1     |       |       |       | 1            |
| 17    | Горст Шиманяк       | Карлсруе Катанія              | Німеччина         | 4    | 4,2 %  |       | 1     |       |       |       | 1            |
| 17    | Жерману Фігейреду   | Бенфіка                       | Португалія        | 4    | 4,2 %  |       |       | 1     |       | 1     | 2            |
| 23    | Жозе Аугушту        | Бенфіка                       | Португалія        | 3    | 3,2 %  |       |       | 1     |       |       | 1            |
| 23    | Слава Метревелі     | Торпедо (Москва)              | СРСР              | 3    | 3,2 %  |       |       | 1     |       |       | 1            |
| 23    | Макс Морлок         | Нюрнберг                      | Німеччина         | 3    | 3,2 %  |       |       | 1     |       |       | 1            |
| 23    | Горст Немец         | Аустрія (Відень)              | Австрія           | 3    | 3,2 %  |       |       | 1     |       |       | 1            |
| 23    | Деніс Лоу           | Манчестер Сіті Торіно         | Шотландія         | 3    | 3,2 %  |       |       |       | 1     | 1     | 2            |
| 28    | П'єр Бернар         | Седан Нім                     | Франція           | 2    | 2,1 %  |       |       |       | 1     |       | 1            |
| 28    | Чарлі Дорфель       | Гамбург                       | Німеччина         | 2    | 2,1 %  |       |       |       | 1     |       | 1            |
| 28    | Норберт Ешманн      | Стад Франсе                   | Швейцарія         | 2    | 2,1 %  |       |       |       | 1     |       | 1            |
| 28    | Джиммі Грівз        | Челсі Мілан Тоттенгем Готспур | Англія            | 2    | 2,1 %  |       |       |       | 1     |       | 1            |
| 28    | Люсьєн Мюллер       | Реймс                         | Франція           | 2    | 2,1 %  |       |       |       | 1     |       | 1            |
| 28    | Кошта Перейра       | Бенфіка                       | Португалія        | 2    | 2,1 %  |       |       |       | 1     |       | 1            |
| 28    | Лайош Тіхі          | Гонвед                        | Угорщина          | 2    | 2,1 %  |       |       |       | 1     |       | 1            |
| 35    | Шарль Антенен       | Ла Шо-де-Фон                  | Швейцарія         | 1    | 1,1 %  |       |       |       |       | 1     | 1            |
| 35    | Маріу Колуна        | Бенфіка                       | Португалія        | 1    | 1,1 %  |       |       |       |       | 1     | 1            |
| 35    | Еусебіу             | Бенфіка                       | Португалія        | 1    | 1,1 %  |       |       |       |       | 1     | 1            |
| 35    | Гернот Фрайдль      | Аустрія (Відень)              | Австрія           | 1    | 1,1 %  |       |       |       |       | 1     | 1            |
| 35    | Карл Коллер         | Ферст Вієнна                  | Австрія           | 1    | 1,1 %  |       |       |       |       | 1     | 1            |
| 35    | Рудольф Кучера      | Дукла                         | Чехословаччина    | 1    | 1,1 %  |       |       |       |       | 1     | 1            |
| 35    | Думітру Макрі       | Рапід (Бухарест)              | Румунія           | 1    | 1,1 %  |       |       |       |       | 1     | 1            |
| 35    | Джиммі Макілрой     | Бернлі                        | Північна Ірландія | 1    | 1,1 %  |       |       |       |       | 1     | 1            |
| 35    | Карл Штоц           | Аустрія (Відень)              | Австрія           | 1    | 1,1 %  |       |       |       |       | 1     | 1            |

## Цікаві факти
- Розподіл по амплуа серед 43 футболістів згаданих в анкетах наступний: 4 воротарі, 5 захисників, 8 півзахисників та 26 нападників.[1]
- З 43 гравців згаданих в анкетах найбільше представників було від Португалії — 6, Австрію представляли 5 футболістів, по 4 — Іспанію, ФРН, СРСР, по 3 — Угорщину та Англію.
- Португалія повторила рекорд Швеції (1958) та Угорщини (1959) за кількістю представників (6) в одному опитуванні.
- «Бенфіка» перевершила рекорд за кількістю гравців з одного клубу згаданих в анкетах — всього 6 футболістів. Попередній рекорд належав мадридському «Реалу» — 5 футболістів.
- Лев Яшин єдиний футболіст, який згадувалися в анкетах у всіх шести опитуваннях.
- Вперше лауреатом трофею став представник італійської першості. Лідером за цим показником залишається іспанський чемпіонат — 4 трофеї.
- Омар Сіворі став другим, після Альфредо Ді Стефано (1957, 1959), володарем трофею аргентинського походження. Після нього «Золотий м'яч» отримував лише «чистий» аргентинець — Ліонель Мессі (2009, 2010, 2011, 2012, 2015, 2019, 2021, 2023).
- Омар Сіворі переміг з результатом 46 очок, що становить лише 48,42 % максимально можливої кількості (95). Цей показник є найменшим за історію вручення трофею «Золотий м'яч», до речі найбільше було набрано Ліонелем Мессі у 2009 році (98,54 %).